# Taraxacum cuspidifrons
Taraxacum cuspidifrons — вид квіткових рослин з родини айстрових (Asteraceae). Вид зростає в Європі: Фінляндія, Польща, Естонія; це багаторічна рослина помірних біомів.